# Survivor: Game Changers
Survivor: Game Changers – Mamanuca Islands je 34. řada americké soutěžní reality show Kdo přežije od stanice CBS s návratem 20 soutěžících. Tato série měla dvouhodinovou premiéru 8. března 2017, kdy se jednalo o epizodu číslo 500 celé show. Skončila 24. května 2017, kdy Sarah Lacina byla jmenována vítězkou nad Bradem Culpepperem a Troyem "Troyzanem" Robertsonem hlasem 7-3-0.
Jednalo se o třetí sérii natáčenou na Fidži po Kdo přežije: Fidži a Survivor: Millennials vs. Gen X. Stejně jako předchozí řada se i 34. série natáčela na souostroví Mamanuca, lokalitou pro 14. sérii se pak stal ostrov Vanua Levu. 
Zároveň šlo o čtvrtou sérii, ve které kompletně hráli navrátilci za použití podobného formátu jako v Kdo přežije: All Stars, Kdo přežije: Hrdinové proti padouchům a Survivor: Cambodia a celkově šlo o jedenáctou sérii s vracejícími se hráči z těch předchozích.